# Densitat d'estats

Gràfica que representa la densitat d'estats enfront de l'energia per a un gas d'electrons lliures tridimensional.

La densitat d'estats (DOS) en un sistema físic caracteritza el nombre existent d'estats per cada interval d'energia. En un sistema quàntic finit (partícula en un pou) existeix un nombre discret d'estats possibles de l'energia, de manera que la densitat d'estats serà una distribució discreta; en canvi en sistemes infinits les energies accessibles formen un continu de manera que la densitat d'estats formarà també un continu. La densitat d'estats depèn essencialment del tipus d'interacció del sistema (ja que és aquesta la que determina la quantització de les energies). És un concepte central en física estadística ja que el comportament de la densitat d'estats marca el comportament del sistema.
En física d'estat sòlid i física de matèria condensada, la densitat d'estats (DOS de l'anglès "Density of states") d'un sistema descriu la quantitat d'estats que poden ser ocupats a cada nivell d'energia.
La densitat d'estats {\displaystyle {\frac {D(E)}{V}}=N(E)} es defineix com el nombre d'estats del sistema ({\displaystyle N(E)\delta E}) les energies del qual prenen els valors compresos entre {\displaystyle E} i {\displaystyle E+\delta E}.
Matemàticament es representa com una distribució per una funció de densitat de probabilitat, i generalment és una mitjana dels dominis d'espai i temps dels diferents estats ocupats pel sistema. La densitat d'estats està directament relacionada amb les relacions de dispersió de les propietats del sistema. Una DOS (densitat d'estats) alta en un nivell d'energia específic vol a dir que hi ha molts estats disponibles per ser ocupats.
En general, la DOS de la matèria és contínua. No obstant això, en sistemes aïllats, com en el cas dels àtoms o molècules en fase gasosa, la distribució de densitat és discreta. Les variacions locals, generades generalment per distorsions del sistema original, es coneixen amb el nom 'densitat local d'estats' (LDOS).

## Introducció
En mecànica quàntica, les ones, o partícules amb comportament similar, poden ocupar modes o estats amb longituds d'ona i direccions de propagació dictades pel sistema. Per exemple, en alguns sistemes, l'espai interatòmic i la càrrega atòmica d'un material podrien permetre que només existeixin electrons de certes longituds d'ona. En altres sistemes, l'estructura cristal·lina d'un material podria permetre que les ones es propaguin en una direcció, evitant la propagació en una altra. Sovint, només es permeten estats específics. Per tant, pot succeir que hi hagi molts estats disponibles per a l'ocupació en un nivell d'energia determinat, mentre que no hi hagi estats disponibles en nivells d'energia diferents.
Tots els estats de les bandes inferiors, conegudes com a bandes de valència, són ocupats per portadors de càrrega. En conseqüència, els estats de la banda d'energia superior, coneguda com a capa de conducció, pot estar parcialment ocupada. Aquestes bandes estan separades per una banda d'energia prohibida el valor mínim de la qual {\displaystyle E_{g}} és anomenat gap.
En observar la densitat dels estats dels electrons en la vora del gap en un semiconductor, per a un electró en la banda de conducció, un augment de l'energia electrònica fa que hi hagi més estats disponibles per ser ocupats. Alternativament, la densitat d'estat és discontínua per a un interval d'energia, la qual cosa significa que no hi ha estats disponibles perquè els electrons ocupin dins de l'interval de banda del material. Aquesta condició també significa que un electró en la vora de la banda de conducció ha de perdre almenys l'energia de separació de banda del material per passar a un altre estat en la banda de valència.
Això determina si el material és un aïllant o un metall en la dimensió de la propagació. Conèixer el nombre d'estats en una banda també és útil per predir les propietats de conducció. En una estructura cristal·lina unidimensional, un nombre imparell d'electrons per àtom dona com a resultat una banda superior mig plena, de manera que hi ha electrons lliures en el nivell de Fermi i, per tant, un comportament propi en un metall. D'altra banda, un nombre parell d'electrons plena exactament certs estats en les bandes, deixant la resta buida. Si el nivell de Fermi es troba en un interval de banda ocupat, el material serà un aïllant o un semiconductor.
Depenent del sistema mecànic quàntic, la densitat d'estats es pot calcular per electrons, fotons o fonons, i es pot donar en funció de l'energia o del vector d'ona k. Per convertir entre la DOS (densitat d'estats) com a funció depenent de l'energia i la DOS com a funció depenent del vector d'ona, s'ha de conèixer la relació de dispersió d'energia específica del sistema entre E i k.
En general, les propietats topològiques del sistema, com l'estructura de les bandes, tenen un impacte important en les propietats de la densitat d'estats. Els sistemes més coneguts, com el neutroni en les estreles de neutrons i els gasos d'electrons lliures en els metalls (exemples de matèria degenerada i gas de Fermi), tenen una topologia euclidiana tridimensional. Els sistemes com els gasos d'electrons bidimensionals (2DEG) en capes de grafit i l'efecte Hall quàntic en dispositius tipus MOSFET, tenen una topologia euclidiana bidimensional. Els nanotubs de carboni, el filferro quàntic i el líquid Luttinger, en canvi, tenen topologies unidimensionals. És probable que els sistemes amb topologies 1D i 2D es tornin més comuns, suposant que continuïn els desenvolupaments en nanotecnologia i ciència de materials.

## Definició
La densitat d'estats és per definició la distribució la integral de la qual entre dues energies dona el nombre existent d'estats.
{\displaystyle dN(E)=D(E)dE\quad \Rightarrow \quad N(E_{2})-N(E_{1})=\int _{E_{1}}^{E_{2}}D(E)dE}
sent D(E) la densitat d'estats i N(E) el nombre d'estats amb energia menor o igual que E.
En general, la densitat d'estats relacionada amb el volum V i, definint {\displaystyle (\Delta k)^{d}=\left({\frac {2\pi }{L}}\right)^{d}}, considerant el canvi més petit permès de k per a una partícula en una caixa de dimensió {\displaystyle d\times L} ({\displaystyle L\longrightarrow \infty }), ve donada per:
{\displaystyle D(E)={\frac {1}{V}}\sum _{i=1}^{N}\delta (E-E(k_{i}))\longrightarrow D(E)=\int _{R^{d}}{\frac {d^{d}k}{(2\pi )^{d}}}\delta (E-E(k))}
sent d la dimensió espaial del sistema considerat, {\displaystyle \delta (x)} la distribució delta de Dirac, i k el vector d'ona (vector de l'espai recíproc). D'aquesta manera, s'obté {\displaystyle D_{1D}(E)={\frac {1}{\pi \hbar }}\left({\frac {2m}{E}}\right)^{1/2}}, {\displaystyle D_{2D}(E)={\frac {m}{\pi \hbar ^{2}}}} i {\displaystyle D_{3D}(E)={\frac {m}{\pi ^{2}\hbar ^{3}}}(2mE)^{1/2}} per a una, dues i tres dimensions respectivament.
De manera equivalent, la densitat d'estats també pot entendre's com la derivada de la funció de partició microcanónica {\displaystyle Z_{m}(E)} (és a dir, el nombre total d'estats amb energia menor que E) pel que fa a l'energia:
{\displaystyle D(E)={\frac {1}{V}}{\frac {dZ_{m}(E)}{dE}}}
El nombre d'estats amb energia {\displaystyle E^{'}} (grau de degeneració) ve donat per:

{\displaystyle g(E')=\lim _{\Delta E\to 0}\int _{E'}^{E'+\Delta E}D(E)dE=\lim _{\Delta E\to 0}D(E')\Delta E}
on l'última igualtat només s'aplica quan el teorema del valor mitjà per a integrals és vàlid.

## Simetria
Alguns sistemes de matèria condensada posseeixen una simetria de la seva estructura en la seva escala microscòpica que simplifica els càlculs de la seva densitat d'estats. En els sistemes esfèricament simètrics, les integrals de la funció són unidimensionals perquè totes les variables en el càlcul depenen només del paràmetre radial de la relació de dispersió. Els fluids, vidres o sòlids amorfs són exemples d'un sistema simètric les relacions de dispersió del qual tenen una simetria rotacional.
L'estudi de les mesures en pols o mostres policristal·lines requereixen funcions d'avaluació i càlcul i integrals en tot el domini, generalment la zona de Brillouin, de les relacions de dispersió del sistema. Si la simetria del sistema és alta, la forma de les funcions que descriuen les relacions de dispersió del sistema apareixen moltes vegades en tot el domini de la relació de dispersió. En tals casos, el càlcul de la DOS es pot limitar a una zona reduïda o domini fonamental.
A la primera zona de Brillouin de la xarxa FCC, un octàedre truncat, es mostra una alta simetria, de 48 vegades del grup de punts {\displaystyle O_{h}} amb simetria octaèdrica completa. Aquesta configuració significa que la integració en tot el domini de la zona de Brillouin es pot reduir a una quarantavuitena part de tota la zona de Brillouin. Els elements amb una estructura cristal·lina FCC, com el diamant, el silici i el platí i les seves zones de Brillouin i les seves relacions de dispersió, tenen una simetria comparable a la zona de Brillouin de la xarxa cúbica (FCC).
Altres dues estructures cristal·lines familiars són la xarxa cúbica centrada en cos (BCC) i les estructures empaquetades tancades hexagonals (HCP) amb xarxes cúbiques i hexagonals, respectivament. L'estructura BCC té la simetria de gran icosàedre (o piritoédrica) de 24 vegades del grup de punts {\displaystyle T_{h}}. L'estructura HCP té la simetria dièdrica prismàtica de 12 vegades del grup de punts {\displaystyle D_{3h}}. Es pot trobar una llista completa de les propietats de simetria d'un grup de punts en les taules de caràcters del grup de punts.
En general, és més fàcil calcular una DOS quan la simetria del sistema és major i el nombre de dimensions topològiques de la relació de dispersió és menor. La DOS de les relacions de dispersió amb simetria rotacional sovint es pot calcular analíticament. En sistemes anisotròpics de matèria condensada, com un sol cristall d'un compost, la densitat d'estats podria ser diferent en una direcció cristal·logràfica que en una altra. Això fa que la densitat anisotrópica dels estats sigui més difícil de visualitzar, i pot requerir mètodes com calcular la DOS només per a punts o direccions particulars, o calcular la densitat projectada d'estats (PDOS) per a una orientació de cristall particular.

## Topologies de l'espai k
La densitat dels estats depèn dels límits dimensionals de l'objecte mateix. En un sistema descrit per tres dimensions (3D), les unitats de la DOS són unitats d'energia {\displaystyle E^{-1}} i volum {\displaystyle V^{-1}}, mentre que en un sistema bidimensional les unitats de la DOS són d'energia {\displaystyle E^{-1}} i àrea {\displaystyle A^{-1}}. Finalment, en un sistema unidimensional les unitats de DOS són d'energia {\displaystyle E^{-1}} i longitud {\displaystyle L^{-1}}.
L'espai tancat per la superfície d'energia constant del sistema deriva a través d'una relació de dispersió que relaciona E amb k. La dimensionalitat del sistema limita l'impuls de les partícules dins del sistema.

### Densitat d'estats del vector d'ona (volum esfèric)
Primer s'han de conèixer els N estats permesos en certa k continguts en l'interval [k, k + dk] dins del volum del sistema. Aquest procediment es realitza diferenciant tot el volum de l'espai de k ({\displaystyle \Omega _{n,k}}) en n dimensions. El volum, àrea o longitud, depenent si el sistema aquesta en tres, dos o una dimensions respectivament, dels espais k esfèrics s'expressen mitjançant:
{\displaystyle \omega _{n}(k)=c_{k}k^{n}}
on les constants estan determinades topològicament: {\displaystyle c_{1}=2}, {\displaystyle c_{2}=\pi }, {\displaystyle c_{3}={\frac {4\pi }{3}}} per a funcions lineals, de disc i de forma simètrica esfèrica en espais k euclidians d'una, dues i tres dimensions respectivament.
D'acord amb aquest esquema, la densitat d'estats del vector d'ona N es pot expressar com:
{\displaystyle N_{k}(k)={\frac {d\Omega _{n}(k)}{dk}}=nc_{n}k^{n-1}}
de tal manera que s'obté {\displaystyle N_{1}(k)=2,N_{2}(k)=2\pi k} i {\displaystyle N_{3}(k)=4\pi k^{2}} com a densitat d'estats del vector d'ona per a una línia, disc o esfera en una, dues i tres dimensions respectivament.
Un estat és prou gran com per contenir partícules que tenen una longitud d'ona {\displaystyle \lambda }, que es relaciona amb k a través de {\displaystyle k={\frac {2\pi }{\lambda }}}.
En un sistema quàntic, {\displaystyle \lambda } dependrà d'un espaiament característic del sistema L que limita les partícules. Finalment, la densitat dels estats N es multiplica per un factor {\displaystyle s/V_{k}}, on s és un factor de degeneració constant que explica els graus interns de llibertat a causa de fenòmens físics com el gir (espín) o la polarització. Si no existeix tal fenomen, llavors {\displaystyle s=1}. {\displaystyle V_{k}} és el volum a l'espai k els vectors d'ona de la qual són més petits que els vectors d'ona més petits possibles decidits per l'espaiat característic del sistema.

### Densitat d'estats de energia
Per finalitzar el càlcul per la DOS, és important també conèixer el nombre d'estats per unitat de volum de mostra per a una energia I dins d'un interval {\displaystyle [E,E+dE]}. La forma general de la DOS d'un sistema es dona com
{\displaystyle D_{n}\left(E\right)={\frac {\Omega _{n}(E)}{dE}}}
Fins ara s'ha considerat que el sistema és vàlid per a relacions de dispersió monòtonament ascendents i esfèricament simètriques. No obstant això, en general la relació de dispersió E(k) no és esfèricament simètrica i en molts casos tampoc augmenta contínuament. Per expressar D en funció d'E, l'invers de la relació de dispersió E(k) ha de substituir-se per l'expressió de {\displaystyle \Omega _{n}(k)} per obtenir l'expressió de {\displaystyle \Omega _{n}(E)}. Si la relació de dispersió no és esfèricament simètrica o augmenta contínuament i no pot invertir-se fàcilment, en la majoria dels casos, la DOS ha de calcular-se numèricament.

## Relacions de dispersió
La relació de dispersió per electrons en un sòlid depèn de l'estructura de banda electrònica.
L'energia cinètica d'una partícula depèn de la magnitud i direcció del vector d'ona k, les propietats de la partícula i l'entorn en el qual es mou. Per exemple, l'energia cinètica d'un electró en un gas Fermi ve donada per
{\displaystyle E=E_{0}+{\frac {(\hbar k)^{2}}{2m_{e}}},}
on {\displaystyle m_{e}} és la massa dels electrons. La relació de dispersió és una paràbola esfèricament simètrica i augmenta contínuament, per la qual cosa el DOS es pot calcular fàcilment.
Per fonons longitudinals en una cadena d'àtoms, la relació de dispersió de l'energia cinètica en un espai k unidimensional ve donada per:
{\displaystyle E=2\hbar \omega _{0}\left|\sin \left({\frac {ka}{2}}\right)\right|}
on {\displaystyle \omega _{0}={\sqrt {k_{F}/m}}} és la freqüència de l'oscil·lador, m la massa dels àtoms, {\displaystyle k_{F}} la constant de força inter atòmica i a un espai inter atòmic.
Per valors petits de {\displaystyle k\ll \pi /a}, la relació de dispersió pren la forma pràcticament lineal de {\displaystyle E=\hbar \omega _{0}ka}. Quan {\displaystyle k\approx \pi /a}, l'energia es {\displaystyle E=2\hbar \omega _{0}\left|\cos \left({\frac {\pi -ka}{2}}\right)\right|}, i transformant {\displaystyle q=k-\pi /a} i considerant la q petita, la relació es pot transformar en {\displaystyle E=2\hbar \omega _{0}\left[1-\left({\frac {qa}{2}}\right)^{2}\right]^{2}}.

### Relacions de dispersió isòtropa
Els dos exemples esmentats es poden expressar com
{\displaystyle E=E_{0}+c_{k}k^{p}}
Aquesta expressió és un tipus de relació de dispersió perquè interrelaciona dues propietats d'ona i és isòtropa perquè només la longitud i no la direcció del vector d'ona apareix en l'expressió. La magnitud del vector d'ona està relacionada amb l'energia a partir de l'expressió:
{\displaystyle k=\left({\frac {E-E_{0}}{c_{k}}}\right)^{\frac {1}{p}}}
En conseqüència, el volum de l'espai k n-dimensional que conté vectors d'ona més petits que k és:
{\displaystyle \Omega _{n}(k)=c_{n}k^{n}\Omega _{n}(k)=c_{n}k^{n}}
La substitució de la relació d'energia isòtropa dona el volum dels estats ocupats.
{\displaystyle \Omega _{n}(E)={\frac {c_{n}}{{c_{k}}^{n/p}}}(E-E_{0})^{\frac {n}{p}}}
La diferenciació d'aquest volum pel que fa a l'energia dona una expressió per la DOS de la relació de dispersió isòtropa
{\displaystyle D_{n}(E)={\frac {d}{dE}}\Omega _{n}(E)={\frac {nc_{n}}{p{c_{k}}^{\frac {n}{p}}}}(E-E_{0})^{{\frac {n}{p}}-1}}

### Dispersió parabòlica
En el cas d'una relació de dispersió parabòlica {\displaystyle (p=2)}, com s'aplica als electrons lliures en un gas Fermi, la densitat resultant d'estats {\displaystyle D_{n}(E)}, per a electrons en un sistema n-dimensional, ve definida per:
{\displaystyle D_{1}(E)={\frac {1}{\sqrt {c_{k}(E-E_{0}}}}}
{\displaystyle D_{2}(E)={\frac {\pi }{c_{k}}}}
{\displaystyle D_{3}(E)=2\pi {\sqrt {\frac {E-E_{0}}{c_{k}^{3}}}}}
per {\displaystyle E>E_{0}}. Per{\displaystyle E<E_{0},D(E)=0.}
Incloent el factor {\displaystyle s/V_{k}} prèviament esmentat, s'obté, per la DOS 3D:
{\displaystyle N(E)={\frac {V}{2\pi ^{2}}}\left({\frac {2m}{\hbar ^{2}}}\right)^{\frac {3}{2}}{\sqrt {E-E_{0}}},}
on V és el volum total i {\displaystyle N(E-E_{0})} inclou la degeneració d'espín doble.

### Dispersió lineal
En el cas d'una dispersió lineal ({\displaystyle p=1}), com s'aplica als fotons, els fonons acústics o alguns tipus especials de bandes electròniques en un sòlid, la DOS en els sistemes dimensionals es relaciona amb l'energia com:
{\displaystyle D_{1}(E)={\frac {1}{c_{k}}}}
{\displaystyle D_{2}(E)={\frac {2\pi }{c_{k}^{2}}}(E-E_{0})}
{\displaystyle D_{3}(E)={\frac {4\pi }{c_{k}^{3}}}(E-E_{0})^{2}}

## Funcions de distribució
Article principal: Teoria cinètica dels sòlids.
La densitat d'estats té un paper important en la teoria cinètica dels sòlids. El producte de la densitat d'estats i la funció de distribució de probabilitat és el nombre d'estats ocupats per unitat de volum a una energia donada per a un sistema en equilibri tèrmic. Aquest valor s'utilitza àmpliament per investigar diverses propietats físiques de la matèria. Els següents són exemples, utilitzant dues funcions de distribució comunes, de com aplicar una funció de distribució a la densitat d'estats pot donar lloc a propietats físiques.
- Estadístiques de Fermi-Dirac: La funció de distribució de probabilitat de Fermi-Dirac s'utilitza per trobar la probabilitat que un fermió ocupi un estat quàntic específic en un sistema en equilibri tèrmic.

Els fermions són partícules que obeeixen el principi d'exclusió de Pauli (per exemple, electrons, protons, neutrons). La funció de distribució es pot escriure com:
{\displaystyle f_{FD}(E)={\frac {1}{\exp \left({\frac {E-\mu }{k_{B}T}}\right)+1}}}
on {\displaystyle \mu } és el potencial químic (també denotat com {\displaystyle E_{F}} i anomenat nivell de Fermi quan {\displaystyle T=0K}), {\displaystyle k_{B}} és la constant de Boltzmann, i T la temperatura.
- Estadístiques de Bose-Einstein: La funció de distribució de probabilitat de Bose-Einstein s'utilitza per trobar la probabilitat que un bosó ocupi un estat quàntic específic en un sistema en equilibri tèrmic.

Els bosons són partícules que no obeeixen el principi d'exclusió de Pauli (per exemple, fonons i fotons). La funció de distribució es pot escriure com:
{\displaystyle f_{BE}(E)={\frac {1}{\exp \left({\frac {E-\mu }{k_{B}T}}\right)-1}}}
A partir d'aquestes dues distribucions és possible calcular propietats com l'energia interna U, el nombre de partícules N, la capacitat calorífica específica C i la conductivitat tèrmica k. Les relacions entre aquestes propietats i el producte de la densitat d'estats i la distribució de probabilitat, denotant la densitat d'estats per g(E) en lloc de D(E), venen donades per:
{\displaystyle U=\int Ef(E)g(E)dE}
{\displaystyle N=\int f(E)g(E)dE}
{\displaystyle C={\frac {\partial }{\partial T}}\int Ef(E)g(E)dE}
{\displaystyle k={\frac {1}{d}}{\frac {\partial }{\partial T}}\int E_{f}(E)g(E)\nu (E)\Lambda (E)dE}
on d és la dimensionalitat, {\displaystyle \nu } és la velocitat del so i {\displaystyle \Lambda } és el camí lliure mitjà.

## Aplicacions
La densitat d'estats apareix en moltes àrees de la física i ajuda a explicar una sèrie de fenòmens de mecànica quàntica.

### Quantització
Calcular la densitat d'estats per estructures petites mostra que la distribució d'electrons canvia a mesura que es redueix la dimensionalitat. Per als cables quàntics, la DOS per a certes energies és més alta que la DOS per a semiconductors 'bulk', i per als punts quàntics els electrons es quantifiquen per a certes energies.

### Cristalls fotònics
La densitat de fotons dels estats es pot manipular mitjançant l'ús d'estructures periòdiques amb escales de longitud de l'ordre de la longitud d'ona de la llum. Algunes estructures poden inhibir completament la propagació de la llum de certs colors (energies), creant una bretxa de banda fotònica: la DOS és zero per a aquestes energies de fotons. Altres estructures poden inhibir la propagació de la llum només en certes direccions per crear miralls, guies d'ones i cavitats. Aquestes estructures periòdiques es coneixen com a cristalls fotònics. En els mitjans nano-estructurats, el concepte de densitat local d'estats (LDOS) és sovint més rellevant que el de DOS, ja que la DOS varia considerablement d'un punt a un altre.

## Densitat local d'estats (LDOS)
Una característica important de la definició de la DOS és que es pot estendre a qualsevol sistema. Una de les seves propietats és la invariabilitat traslacional, que significa que la densitat dels estats és homogènia i és la mateixa en cada punt del sistema. Però aquest és només un cas particular i la LDOS ofereix una descripció més àmplia amb una densitat heterogènia d'estats a través del sistema.

### Definició
La densitat local d'estats (LDOS) descriu una densitat d'estats resolta a l'espai. En ciència de materials, per exemple, aquest terme resulta útil per interpretar les dades d'un microscopi de túnel d'exploració (STM), ja que aquest mètode és capaç d'obtenir imatges de densitats electròniques d'estats amb resolució atòmica. Segons l'estructura cristal·lina, aquesta quantitat pot predir-se mitjançant mètodes computacionals, com per exemple amb la teoria funcional de la densitat.
En una densitat local d'estats, la contribució de cada estat està ponderada per la densitat de la seva funció d'ona en el punt. N(E) es converteix en n(E, x), de tal manera que:
{\displaystyle n(E,x)=\sum _{n}|\phi _{n}(x)|^{2}\delta (E-\varepsilon _{n})}
on el factor {\displaystyle |\phi _{n}(x)|^{2}} significa que cada estat contribueix més a les regions on la densitat és alta. Una mitjana sobre x d'aquesta expressió restaurarà la fórmula habitual per la DOS. La LDOS és útil en sistemes no homogenis, on n(E, x) conté més informació que n(E).\\
Per a un sistema unidimensional amb una paret, les ones sinusoidals prenen la forma:
{\displaystyle n_{1D}(E,x)={\frac {2}{\pi \hbar }}{{\sqrt {\frac {2m}{E}}}\sin ^{2}{kx}}}
on {\displaystyle k={\sqrt {2mE}}/\hbar }. En un sistema tridimensional amb {\displaystyle x>0}, l'expressió pren la següent forma:
{\displaystyle n_{3D}(E,x)=\left(1-\left({\frac {\sin {2kx}}{2kx}}\right)\right)n_{3D}(E)}
De fet, podem generalitzar la densitat local d'estats fins a
{\displaystyle n(E,x,x')=\sum _{n}\phi _{n}(x)\phi _{n}^{*}(x')\delta (E-\varepsilon _{n})}
Això es diu funció espectral i és una funció amb cada funció d'ona per separat en la seva pròpia variable. En teoria més avançada, està connectada amb les funcions de Green i proporciona una representació compacta d'alguns resultats, com l'absorció òptica.

### Òptica i fotònica
En òptica i fotònica, el concepte de densitat local d'estats es refereix als estats que pot ocupar un fotó. Per a la llum generalment es mesura per fluorescència, per mètodes d'exploració de camp proper o per tècniques de catodoluminiscencia. Per a diferents estructures fotòniques, les LDOS tenen diferents comportaments i controlen l'emissió espontània de diferents maneres.
En els cristalls fotònics, s'esperen LDOS properes a zero i causen inhibició en l'emissió espontània.[12] Els LDOS encara estan en cristalls fotònics, però estan en la cavitat. En aquest cas, la LDOS pot ser molt més millorada i són proporcionals a les millores de Purcell de l'emissió espontània. [13] [14] També s'espera una millora similar de LDOS en la cavitat plasmónica.[15]
No obstant això, en nanoestructuras fotòniques desordenades, el LDOS es comporta de manera diferent. Fluctuen espaialment amb les seves estadístiques són proporcionals per força de dispersió de les estructures. [16] A més, la relació amb la ruta lliure mitjana de la dispersió és trivial, ja que el LDOS encara pot veure's fortament influenciat pels petits detalls dels trastorns forts en forma d'un fort augment de l'emissió de Purcell. [17]
Finalment, per al trastorn plasmónico, aquest efecte és molt més fort per a les fluctuacions de LDOS, ja que es pot observar com una forta localització de camp proper. [18]